# محمود منشی کاشانی
محمود منشی کاشانی (۱۳۰۲–۱۳۶۴) نویسنده، روزنامه‌نگار، شاعر و قصیده‌سرا ایرانی بود. او برای نگارش کتاب صادق آل محمد در سال ۱۳۴۷ برندهٔ جایزه سلطنتی کتاب سال شد.

## تالیفات
- سلام بر حسین (به صورت پاورقی در روزنامه «کیهان» به چاپ رسید)
- صادق آل محمد (برنده جایزهٔ سلطنتی)
- معیارشناسی در شعر فارسی
- کاشان و ادبیات
- واژه‌نامهٔ بسامدی شعرهای شهید بلخی
- کتاب گمشدگان (شرح حال)
- سرگذشت (مجموعة داستان)
- واژه‌نامه بسامدی دیوان منوچهری دامغانی
- واژه‌نامه بسامدی ویس و رامین
- دفتر شعر دری (دیوان اشعار)
- واژه‌نامه گرشاسپ‌نامه اسدی طوسی
- واژه‌نامه دیوان ناصر خسرو
- واژه‌نامه اشعار ابوشکور بلخی
- واژه‌های همکرد در اشعار نظامی
- ویرایش واژه‌نامه بسامدی «معیار العقول»
- ویرایش واژه‌نامه جودیه
- ویرایش رگ‌شناسی ابوعلی سینا
- واژه‌های معرّب «منتهی الارب»، «صراح اللّغة»، «فرهنگ جهانگیری» و «برهان قاطع»